# Capacidad de respuesta emocional
La capacidad de respuesta emocional es la capacidad de reconocer un estímulo afectivo exhibiendo emoción. Es un cambio brusco de emoción según el estado emocional de una persona. Una mayor capacidad de respuesta emocional se refiere a demostrar una mayor respuesta a un estímulo. La capacidad de respuesta emocional reducida se refiere a demostrar menos respuesta a un estímulo. Cualquier respuesta exhibida después de la exposición al estímulo, sea apropiada o no, se consideraría como una respuesta emocional. Aunque la capacidad de respuesta emocional se aplica a grupos no clínicos, normalmente se asocia con individuos con esquizofrenia y autismo.
La capacidad de respuesta emocional está conectada a conceptos psicológicos más amplios sobre las emociones. Las personas manifiestan emociones en respuesta a estímulos externos. Los estímulos afectivos positivos desencadenan sentimientos de placer, como la felicidad; los estímulos afectivos negativos desencadenan sentimientos de displacer, como el disgusto y el miedo. Las respuestas emocionales incluyen, entre otras, expresiones faciales y actividades neurofisiológicas. Por ejemplo, las personas muestran una “sonrisa” cuando se exponen a estímulos positivos y un “ceño fruncido” cuando se exponen a estímulos negativos. El sentimiento asociado con la emoción se llama afecto, que puede clasificarse por valencia y excitación. La valencia describe el grado en que el sentimiento es placer o displacer. La excitación describe el grado en el que una persona reacciona ante estímulos externos.

## Medidas experimentales
Los estudios clínicos de la respuesta emocional implican dos procedimientos esenciales. En primer lugar, los investigadores intentan estimular las emociones de los participantes al involucrarlos en tareas específicas. Luego, los investigadores miden el grado en que los participantes responden a los estímulos.
Las tareas utilizadas para estimular las respuestas emocionales incluyen:
- Estímulos visuales: esta tarea implica mostrar a los participantes imágenes agradables o desagradables y pedirles que califiquen el nivel de excitación y valencia de la imagen. Una imagen agradable podría representar erótica del sexo opuesto; una imagen desagradable podría ser un cuerpo humano quemado.[5] El Sistema Internacional de Imágenes Afectivas es una base de datos de fotografías que genera imágenes diseñadas para despertar emociones específicas.[6]
- Clips de películas: esta tarea pide a los participantes que vean clips de películas que despierten diferentes emociones. Por ejemplo, los clips de comedia desencadenan sentimientos potenciales de alegría. Generalmente se incluyen clips neutrales, como escenas de selvas tropicales, para que sirvan como control.[7]
- Angustia del experimentador: esta tarea implica que el experimentador estimule las emociones de los participantes mediante la representación de escenarios de angustia. Por ejemplo, el experimentador apoya su rodilla y muestra expresiones de dolor.[8]
- Estímulos faciales: esta tarea implica pedirle a un participante que vea imágenes de rostros humanos que muestren diferentes expresiones faciales. Luego se les pediría a los participantes que calificaran su experiencia emocional. La expresión facial sería considerada como el estímulo afectivo.
- Yummy-yucky: en esta tarea, se le pide a un niño que coma un determinado alimento elegido por su padre o madre. Luego, un experimentador prueba el alimento elegido y muestra una expresión facial de satisfacción o disgusto.[9]
- Caja sorpresa: esta tarea pretende estimular una respuesta emocional abriendo una caja frente a un participante, generalmente un niño, y mostrando una reacción de “asombro” diciendo “ohh” o una reacción de “asusto” diciendo “ahh”.[10]

Después de exponer a los participantes a estímulos afectivos, los investigadores suelen utilizar los siguientes métodos para medir, registrar y, a veces, codificar la capacidad de respuesta emocional:
- Conductancia de la piel (actividad electrodérmica) : La conductividad de la piel indica excitación emocional porque el aumento de la producción de sudor por ciertas emociones aumenta el nivel de conductividad de la piel.[4]
- fMRI: esta tecnología genera neuroimágenes de las actividades cerebrales. La fMRI puede detectar cambios neurofisiológicos en el cerebro y, por lo tanto, ayudar a determinar el grado en el que una persona se excita ante el estímulo.[5] Por ejemplo, el aumento de la actividad de la amígdala puede ser una indicación de miedo.[11]
- Sistema de codificación de acciones faciales (FACS): este método utiliza la taxonomía de la cara para medir los movimientos de los músculos faciales. Por ejemplo, la contracción del músculo orbicular de los ojos es una indicación de felicidad.[7]
- Sistema de codificación de movimientos faciales máximamente discriminatorios: este sistema se utiliza principalmente para medir la capacidad de respuesta emocional de los niños pequeños mediante la correspondencia de expresiones faciales universalmente reconocidas con las emociones. Por ejemplo, bajar las cejas indica emociones de ira.[12]
- Autoinforme: este método pide a los participantes que califiquen su valencia y nivel de excitación a través de cuestionarios como las Escalas de expresividad emocional y el Cuestionario de expresividad de Berkley.[3] Los estudios han demostrado que los autoinformes podrían no corresponder con medidas objetivas como la fMRI.[11]
- Monitoreo Ambulatorio de la Presión Arterial (MAPA): Herramienta utilizada para medir la presión arterial. Los aumentos de la presión arterial muestran niveles notables de respuesta emocional.[2]

## Capacidad de respuesta emocional en las enfermedades mentales

### Autismo
El autismo se asocia con una disminución de la capacidad de respuesta emocional. Se realizó un estudio en el que participaron veintiséis niños con autismo y quince niños con otras discapacidades de aprendizaje, en el que un adulto mostró algún tipo de emoción para estudiar cómo respondían los niños. Se centraron en la atención, el tono hedónico, la latencia a los cambios de tono y se realizó un resumen del contagio emocional. Los estudios muestran correlaciones entre las medidas de atención conjunta, el contagio emocional y la gravedad del autismo. Los resultados demuestran que los niños con autismo no mostraron cambios en el afecto; sin embargo, sus respuestas ocurrieron mucho menos que en los grupos de comparación.
En otro estudio que involucró a veintiún pacientes con autismo, el análisis FACS demuestra que las personas con autismo muestran menos respuesta facial cuando ven películas evocadoras. En concreto, en comparación con el grupo de control, el grupo autista no demuestra movimientos musculares más complejos y mostró respuestas faciales menos diferenciadas cuando se expuso a estímulos. Este estudio confirma que el autismo impide la interacción social y la cognición.

### Esquizofrenia
La esquizofrenia afecta la capacidad de respuesta emocional al reducir la capacidad hedónica de una persona y producir un afecto embotado. Los pacientes generalmente tienen una respuesta emocional aumentada al displacer y una respuesta emocional disminuida al placer. Un estudio que incluyó a 22 pacientes ambulatorios demuestra que la esquizofrenia aumenta la respuesta emocional a estímulos negativos de baja excitación, mientras que disminuye la respuesta emocional a estímulos positivos de alta excitación. Las personas con esquizofrenia muestran menos expresiones faciales cuando ven películas evocadoras.

### Traumatismo craneoencefálico (LCT)
El traumatismo craneoencefálico se asocia con una menor capacidad de respuesta a los estímulos afectivos negativos. Un estudio que involucró a veintiún personas con LCT utiliza estímulos visuales para demostrar que las personas con LCT tienen una respuesta emocional normal a imágenes agradables, pero muestran respuestas limitadas a imágenes desagradables. Una posible explicación es que el TCE daña las superficies ventrales de los lóbulos frontales y temporales, que son áreas asociadas con el procesamiento emocional.

### Ansiedad matemática
La ansiedad matemática describe la situación en la que una persona se siente excesivamente angustiada por los estímulos matemáticos. Un estudio que incluyó técnicas de fMRI y 40 estudiantes demuestra que las personas con ansiedad matemática tienen una mayor capacidad de respuesta emocional a los estímulos matemáticos. El estudio sugiere que cuando los participantes se exponen a estímulos relacionados con las matemáticas, la actividad de la amígdala aumenta en su cerebro, lo que reduce el umbral de respuesta ante una amenaza potencial. Además, los participantes con ansiedad matemática se desvinculan y evitan los estímulos matemáticos más que las imágenes con valencia negativa, como un brazo sangrante. El estudio sugiere que la ansiedad matemática se parece a otros tipos de fobia en que hay una mayor vigilancia y capacidad de respuesta a estímulos específicos.

### Trastorno de estrés postraumático (TEPT)
El trastorno de estrés postraumático afecta la capacidad de respuesta emocional. Un estudio mostró que las personas con alta gravedad de TEPT abusan de muchas más sustancias que otros y tienen dificultades para controlar sus emociones. Al no poder regular sus emociones se encontró que presentaban síntomas de TEPT y problemas de consumo de alcohol y drogas.

## Capacidad de respuesta emocional en el consumo de sustancias

### Fetos y bebés expuestos a la cocaína
El consumo de cocaína durante el embarazo provoca daños neurológicos en el feto y problemas neuroconductuales en los bebés. 72 bebés participaron en un estudio donde 36 bebés tuvieron exposición prenatal a la cocaína. Los resultados demuestran que, en comparación con el grupo de control, los bebés expuestos a la cocaína tienen una menor capacidad de respuesta emocional, ya que muestran menos expresiones de alegría, interés, sorpresa, ira y tristeza. En concreto, el grupo expuesto a la cocaína tiene una respuesta reducida a los estímulos afectivos positivos, lo que sugiere que la exposición a la cocaína durante el embarazo disminuye los sentimientos de alegría.

### Alcoholismo
El consumo de alcohol perjudica el procesamiento afectivo y, por tanto, conduce a respuestas anormales a los estímulos ambientales. Un estudio que incluyó a 42 alcohólicos abstinentes y 46 no alcohólicos demuestra que los alcohólicos suelen tener una menor respuesta emocional a los estímulos eróticos, felices, aversivos y horripilantes. Sin embargo, un análisis en profundidad de las imágenes fMRI revela diferencias de género. Los hombres alcohólicos tienen una respuesta emocional reducida, mientras que las mujeres alcohólicas tienen una mayor respuesta emocional a los estímulos afectivos positivos. El estudio sugiere que la diferencia de género está asociada con diferentes anomalías funcionales del procesamiento emocional en las regiones cortical, subcortical y cerebelosa del cerebro.

### Opioides
Se ha demostrado que los opioides ayudan a disminuir la respuesta emocional negativa. Un estudio en el que participaron 21 personas que usaban opioides y 21 personas que no los usaban descubrió que aquellos que usaban la droga tenían niveles reducidos de depresión y euforia en comparación con el otro grupo. Quienes consumen la droga tienden a mostrar menos emociones.

## Respuesta emocional en factores sociales

### Interacción social
Se dice que la capacidad de respuesta emocional tiene una asociación única con la interacción social. Los estudios sugieren que la interacción social, especialmente en el hogar, puede influir en la forma en que un niño responde a los estímulos emocionales. Por ejemplo, si un niño creció en un hogar donde las manifestaciones emocionales resultaron en castigos o críticas negativas, el niño tendría la tendencia a encontrar formas de ocultar sus emociones.

### Privación del sueño
Los problemas de sueño en los niños se han relacionado con muchos problemas de salud física y mental más adelante en la edad adulta y han creado un mayor riesgo de problemas emocionales y de comportamiento en los niños. Los estudios no han podido vincular las funciones fisiológicas con los trastornos del sueño con estas consecuencias psicológicas. La responsabilidad emocional, la capacidad de respuesta y las respuestas psicológicas a estímulos visuales positivos y negativos son todas resultado de la falta de sueño.
Hoy en día, los médicos utilizan la neuroimagen para conectar la relación entre el sueño y los mecanismos neuronales que causan respuesta emocional en los niños. Estos estudios dieron como resultado que "en general, las correlaciones más grandes y extensas relacionadas con el sueño para cualquier emoción se encontraron en las expresiones de disgusto".

## Tratamiento

### Terapia de Regulación Emocional (ERT)
Un tratamiento desarrollado que combina principios de la terapia cognitiva tradicional y contemporánea. ERT busca comprender y ayudar a las personas con enfermedades mentales. Los experimentos han demostrado que el uso de TRE es beneficioso, ya que ha mostrado mejores resultados que los tratamientos ya establecidos.